# Ahormar (tauromaquia)

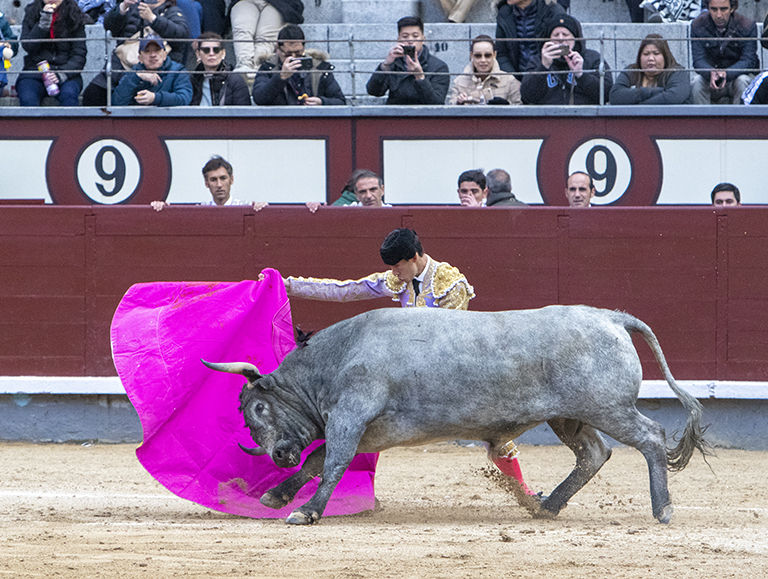
Saúl Jiménez Fortes ahormando a un Victorino

Ahormar el torero a un toro es el arte de templar su conducta, a través de recursos técnicos, moldeándola para el mayor lucimiento de la faena. Si el animal muestra bravura o nobleza es mucho más fácil al torero ahormarlo que no cuando presenta rasgos de mansedumbre o sentido, pero es precisamente con este ganado cuando se hace más necesaria la labor de ahormarlo. El picador puede también cambiar la conducta del toro ahormándolo con puyazos adecuados.

## Definición de la RAE
El término ahormar  es acuñado por la Real Academia Española como verbo transitivo derivado de “horma”, y de ahí su significado general de “ajustar algo a su horma o molde”, que no es del todo ajeno al caso. Como propio de la tauromaquia especifica: “Hacer, por medio de la muleta o de otras suertes, que el toro se coloque en disposición  conveniente para darle la estocada”. Los académicos adoptan una visión decimonónica de la lidia, básicamente concebida para poder dar muerte al toro.

## Definiciones especializadas
José Sánchez de Neira, en 1896, define: “Voz que usan los toreros para significar el arreglo o buena disposición de la cabeza de los toros al ejecutar con ellos la suerte de matar. Se supone que se trata de una cabeza descompuesta, levantada o humillada, que con el buen manejo de la muleta ha sido ahormada, es decir, que se ha hecho olvidar al toro el vicio de moverla en dirección diferente a la de la costumbre recta y natural. También se dice que el picador ahorma la cabeza de las reses con puyazos bien señalados, cuando vienen abantas y levantadas”.
Cossío, en el “Vocabulario” con el que inicia su Tratado, define ahormar como “acción de ajustar, arreglar o colocar el diestro la cabeza de los toros, en la mejor disposición para ejecutar las suertes del toreo”, y a continuación aplica un uso del término del escritor crítico Juan Guillén Sotelo en un libro de 1914: “Joselito el Gallo, muy voluntario, ahormó como mejor pudo al segundo, que fue el más difícil…”
Patier repite exactamente la definición de la RAE.
Nieto Manjón aporta la entrada del verbo y la del adjetivo. En cuanto a ahormar, sigue prácticamente la definición de Cossío, pero con doble sujeto actuante: “el diestro o el picador”, lo que le obliga a intercalar también la apostilla de que lo hacen “por medio de la muleta o de otro modo”. También recurre a un ejemplo de uso, del crítico César Jalón (Clarito) en sus Memorias: “… y ahormasen, quedándose aptos para la faena de muleta”. En cuanto al uso adjetival, ahormado, Nieto Manjón expresa una buena cualidad: “Dícese del toro cuando lleva fija la cabeza y embiste con rectitud”. Y asimismo resalta que “el tercio de varas” es propicio para que el toro quede ahormado.
José Carlos de Torres define también verbo y adjetivo. Ahormar es “conseguir, gracias a la muleta y otras suertes, que el toro se coloque de un modo adecuado para estoquearle”. Reproduce indirectamente la definición de Sánchez de Neira respecto a la labor de los picadores. En cuanto a Ahormado (toro): "Cuando el torero, con la muleta sobre todo, logra colocarlo en disposición apropiada para ejecutar la suerte suprema". 
Del análisis de todo lo anterior solo se echa en falta una alusión concreta a la suerte de capa, cuando, evidentemente, los lances de recibo, con juego de piernas, tienen como objetivo primordial ahormar el ímpetu imprevisible del animal para, a continuación, componiendo la figura, buscar la estética más quieta de los lances de verónica, u otros. Después vendría la importante labor del picador, la labor justa y oportuna del peón con el capote de brega, y de nuevo, si es necesario, la del propio torero en los pases iniciales de muleta, intentando dejar el toro ahormado para el resto de la faena.

## El antónimo deahormar
El concepto contrario a ahormar sería descomponer. Porque, como dice Paquiro en su Tauromaquia, “una de las cosas que deben dar más cuidado al torero es que el toro tenga la cabeza descompuesta, y por lo regular tienen la culpa de ello los mismos lidiadores, pues aunque es cierto que algunas reses desde que salen por la puerta del toril vienen con la cabeza desconcertada, sin embargo, lo más frecuente es que en la plaza se la descompongan con los capotazos mal dados…”. Y esto, en efecto, sigue ocurriendo, y no solo con capotazos, sino desde el caballo con puyazos traseros o caídos, o en la suerte de banderillas con innumerables capotazos, entradas en falso, etc., haciendo justamente la labor contraria a ahormar al toro. Y así presenciamos las consecuencias que ya describía el propio Paquiro: el toro sale de esas lidias mal ejecutadas acostumbrado “a cornear sobre alto y a tirar incesantes derrotes” que terminan “desarmando al diestro en la suerte”. A ese estado inquieto y desabrido del toro se le llama descompuesto.